# PDC
PDC（英語: Personal Digital Cellular）とは、かつて存在したFDD-TDMAの第2世代移動通信システムの通信方式の一つである。日本で開発され、日本国内で利用されていた。後述のmovaが終了したことに伴い、2012年（平成24年）3月31日をもって使用停止となった。

## 概略
1989年（平成１年）６月の日米両国間で協議で「異なるニつのアナログ方式（ＮＴＴ方式と北米方式）が存在することから生じる今回のような接続の問題の根本的な解決を図るため、デジタル方式による統一的な自動車電話の早期導入について、日米政府間で専門家会合を開き、意見交換を行う。」ことを決定。 総務省（旧郵政省）から専門家会合参加を要請されたモトローラは日本側参加のNTTドコモ（旧NTT無線研究所）と一年以上に渡る定期的な意見交換を行い共同で標準規格案を作成し電波産業会に提案した。音声符号化方式についてはオープン参加のコンペとする総務省の意向で６社参加のコンペが実施された。結果モトローラ提案のVSELPが選定されて標準規格に採用された。１９９２年第３回電波功績者として郵政大臣表彰 「高能率音声符号化方式の研究開発」を受けた。
1. ↑  “（2）情報通信産業をめぐる各国の競争 ： 平成2年版 通信白書”. www.soumu.go.jp. 2025年7月2日閲覧。

1991年（平成3年）4月に電波システム開発センター（RCR、現電波産業会）によって、標準規格 RCR-STD 27 が定められた。この頃はJDC (Japan Digital Cellular) と呼ばれていた。
1993年（平成5年）3月、にNTTドコモがPDCを採用した800MHz帯を使用するmovaのサービスを始め、その後、旧デジタルホン（デジタルツーカー、J-フォン、ボーダフォン、ソフトバンクモバイル）、IDO／DDIセルラーグループ（現・au（KDDI／沖縄セルラー電話）連合）、ツーカーグループ（現・KDDI）でも採用された。2011年11月末の時点で59万人の利用者があり、これは携帯電話利用者全体の約0.48%に当たる。
開発当初、NTTドコモはNTTの世界進出を規制するNTT法があることから、独自の規格を開発する予定はなかった。しかし、GSM1987（1987年策定）の次の世代の電波の利用効率の高いデジタルの国際規格が待てど暮らせど登場しなかったため、やむなく電波利用効率の高い暫定的デジタル方式としてPDCを開発した。最初の計画通り一切海外への営業や特許利用許可を出さなかったので、PDCは日本のローカル規格となった。電波の利用効率の低い初代TDMAについては日本と韓国・北朝鮮を除く国外ではGSM方式が改訂され使用されている。

## 第三世代携帯電話への移行から終焉に至るまで
事業者各社は、FDD-CDMAの第三世代携帯電話（通称：3G）に移行し、PDC方式は段階的に廃止されていった。
連結子会社の沖縄セルラー電話を含むKDDIのauは2003年3月31日を以てPDCによるサービスを終了したが（新規受付は2002年3月31日に終了）、2005年10月1日にツーカーグループがKDDIに吸収されたことに伴い、事実上、一時的にKDDIによるPDC方式の携帯電話サービスが復活した。ただしその後、ツーカーからauへの乗り換え手続きを開始し、2006年6月30日をもってツーカーの新規受付を終了、2008年3月31日をもってサービスが終了し、auに統一された。
ソフトバンクモバイル (SoftBank 6-2) も、2008年3月31日をもって、新規受付を停止した。新規端末の開発はすでに停止、2007年後半には端末供給も止まり、新規受付は同年12月の時点で事実上停止。また、総務省により、ソフトバンクPDCの1.5GHz周波数帯の使用期限が2010年3月31日と定められており、2008年7月3日、これに合わせてサービスを終了することを正式に発表し、2010年3月31日を以てPDCサービスを終了した。
なお2006年10月24日実施の番号ポータビリティでは、ソフトバンクモバイルへの転入に対しては、PDCの新規受け付け停止以前からSoftBank 3Gへの転入だけを認めており、PDCへの番号ポータビリティを利用した転入は不可能であった。同制度ではツーカーへの転入もできなかったことから、他ネットワークから同制度を使いPDCに移行できるのは、唯一NTTドコモだけであった（auはMNP開始時点ですでにPDCサービスを停止していた）。
そのドコモも、1.5GHz帯を使用するシティフォン・シティオのサービスを2008年6月30日限りで終了（新規受付は2004年9月30日終了）。電気通信事業者協会が2008年4月7日に発表した統計で、movaの2007年度末における契約者数が遂に1000万件を割り込んだことから、2008年11月30日をもって新規受付を停止した。もちろん番号ポータビリティによる転入もできなくなった。端末の新規開発・生産・出荷は終了している。2010年12月24日からは第四世代の携帯電話サービスXiも開始され、第二世代事業の廃止は時間の問題となりつつあったが、2009年1月30日にmovaサービスを2012年3月31日限りで終了することが正式に発表された。そして予定通りに停波され、PDCは19年の歴史に幕を下ろした。

## 技術
北米標準の1つであるD-AMPSは、搬送波周波数間隔と通信速度以外はほぼPDCの技術を使用している。
800MHz/1.5GHzの周波数で使用され、50kHz（25kHzインタリーブ）×2の帯域でπ/4DQPSKデジタル変調の1つの搬送波をFDD-TDMAで使用する。
音声回線は20ミリ秒フレームからなり、その時分割方法によってフルレートとハーフレートに大別される。
- 誤り訂正符号を含めて11.2kbps・3チャネルのフルレート
- 同5.6kbps・6チャネルのハーフレート

フルレート方式の通話では各ユーザーは3チャンネル中の1チャンネルを利用する。音声コーデックはさらに以下のように分けられる。
- すべての端末で使用できるVSELP6.7kbps
- 対応機種相互間などとの間で使われるより高音質なエンハンスドフルレートCS-ACELP8kbps（NTTドコモ）
- 同ACELP6.7kbps（ソフトバンクモバイル）

ハーフレート方式の通話では各ユーザーは6チャンネル中の1チャンネルを利用する。音声コーデックは以下の1種類のみである。
- PSI-CELP3.45kbps

また、データ通信は、回線交換9.6kbps、パケット通信はタイムスロットを3つまとめて最高28.8kbpsが可能である。
端末（電話機）は、送信と受信とを同時に行わず、またGSMと比較して多重化数が少なく、最大瞬時空中線電力も小さい。また、基地局に位置登録された端末を送信時間別グループに分け、そのときのみ待ち受け端末が受信状態となる間欠通信も行っている。そのため、電池の容量当たりの待ち受け時間や通話時間を長くすることが容易である。
結果として電波帯域有効利用という点ではGSMより遥かに優れている。